# Камден (округ, Джорджия)
Ка́мден (англ. Camden County) — округ штата Джорджия, США. Население округа на 2000 год составляло 43664 человек. Административный центр округа — город Вудбайн.

## История
Округ Камден основан в 1777 году.

## География
Округ занимает площадь 1631,7 км².

## Демография
Согласно Бюро переписи населения США, в округе Камден в 2000 году проживало 43664 человек. Плотность населения составляла 26.8 человек на квадратный километр.